# Foncea
Foncea es un municipio de la comunidad autónoma de La Rioja (España). Se sitúa en el noroeste de la provincia junto a los Montes Obarenes. Depende del partido judicial de Haro y se encuentra en las cercanías de Miranda de Ebro.
Está situada en los montes Obarenes, próxima al desfiladero de Pancorbo a unos 1000 metros de altitud. El entorno consta de formaciones calizas; y bosques que tapizan el terreno no rocoso. 
Foncea es la localidad más septentrional de La Rioja, bordeado por pueblos de la provincia de Burgos. Goza de un horizonte despejado al este y al sur, mientras que se impone la sierra por el noroeste.

## Geografía
Integrado en la comarca de Rioja Alta, se sitúa a 64 kilómetros de Logroño. El término municipal está atravesado por la carretera nacional N-232, entre los pK 465 y 467, y por carreteras locales que conectan con Bugedo, Cellorigo y Treviana.  
El relieve del municipio está definido por los montes Obarenes al norte, que hacen de límite con la provincia de Burgos, y por el valle del río Ea al sur. Una de las montañas más destacadas es el pico Foncea (982 metros) La altitud oscila entre los 993 metros al oeste (Alto de Baragón) y los 640 metros a orillas del río Ea. El pueblo se alza a 698 metros sobre el nivel del mar. 
| Noroeste: Pancorbo (Burgos) | Norte: Ameyugo (Burgos) y Bugedo (Burgos) | Noreste: Bugedo (Burgos) y Cellorigo |
| Oeste: Altable (Burgos)     |                                           | Este: Cellorigo                      |
| Suroeste: Altable (Burgos)  | Sur: Treviana                             | Sureste: Fonzaleche                  |

## Historia
La primera mención documental de Foncea es de 952 al figurar en una escritura extendida entonces para certificar determinadas tierras. El origen romano se remonta al siglo X, donde consta que pasaba una calzada romana, que iba desde Pamplona hasta Briviesca. (El trayecto por Foncea era más largo, pero también más seguro, ya que yendo por el desfiladero de Pancorbo podrían ser atacados por sorpresa).
Tenemos dos accesos por carretera a esta villa romana, uno desde Miranda de Ebro, y otro desde Haro. Llegando desde aquí, aparece al viajero como una atalaya romana, sobresaliendo la torre de la parroquia de San Miguel, la ermita del Santo Cristo y Torre Mocha.
El casco urbano presenta una disposición en cuadrilátero, algo alterado hoy por las edificaciones posteriores. Era un pueblo amurallado con cuatro puertas de acceso, con sus correspondientes arcos (actualmente solo se conserva uno). Adelantándose en sus calles pueden observarse algunas casas construidas en sillería en los siglos XVI y XVII adornadas con escudos, los cuales se conservan actualmente.
En 1366 Enrique II donó la villa a Pedro González de Mendoza. Ésta fue confirmada por Juan I en 1379, por ello, a finales del siglo XV, sus armas se labraron en las claves de las bóvedas de la iglesia parroquial de San Miguel.
Villa , en la Cuadrilla de Quintanilla de San García , una de las siete en que se dividía la Merindad de Bureba perteneciente al partido de Bureba.

## Lugares de interés

### Hospital
Hoy quedan los restos del Hospital fundado por Martín de la Torre en 1.536, cuando el pueblo llegó a una población de 600 habitantes. En sus últimos años más o menos, sobre 1.930 éste hospital permaneció abierto para acoger a los méndigos que visitaban la villa.

### Torre Fuerte Mocha

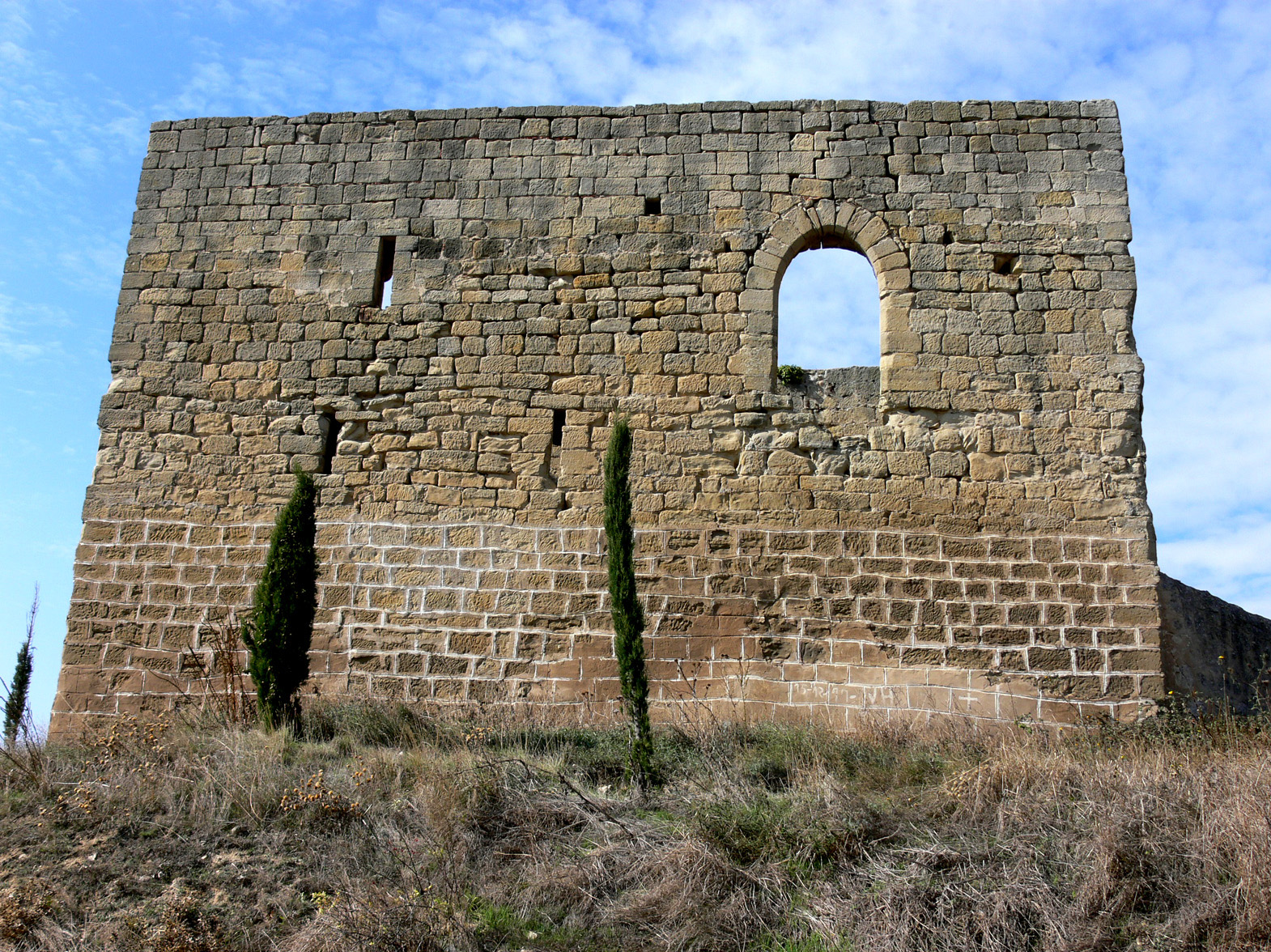
Torre Mocha.

Situada a un kilómetro al oeste de la villa., está Torre Mocha, es una torre atalaya (Torre construida generalmente en lugar alto, para vigilar el campo o el mar) que domina el terreno, viéndose desde ella al este, el valle de la Rioja alta, por el norte, los montes de Álava, por el sur las sierras de Ezcaray y de los Cameros y por oeste, las montañas de la Bureba.
Esta torre es de origen romano del Siglo XIII, sobre otra probablemente de origen romano, de planta rectangular, formada con piedras cuadradas en sillería. No tenía puerta al nivel del suelo, y no hay memoria de cuándo se rompió la pared para hacer la entrada, sin que por esto se resintiese en nada la torre. Hoy se utiliza como cementerio. La atalaya romana, es como un venerable testigo que nos está señalando el punto por donde iba el camino o calzada romana.

### Muralla

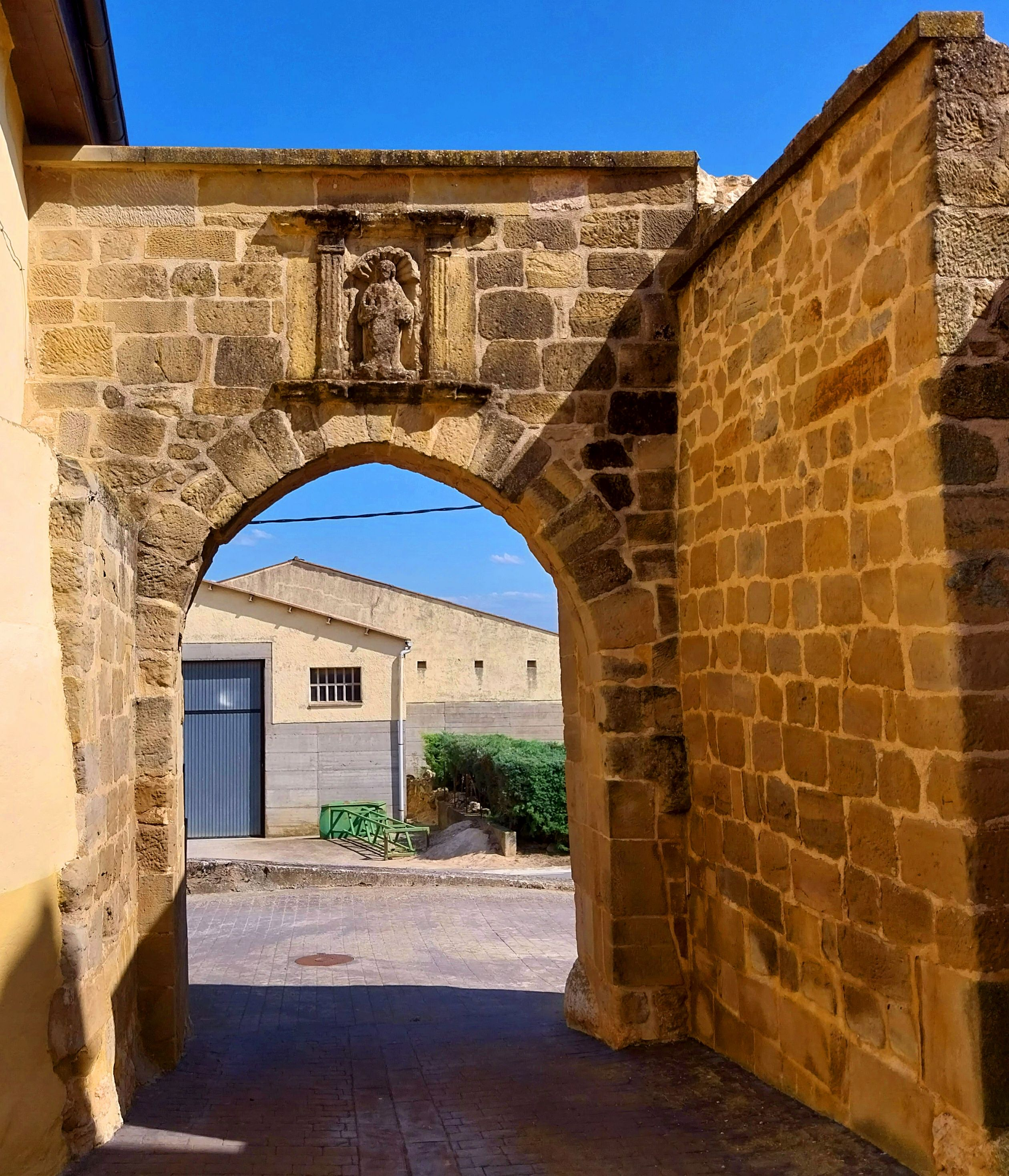
Puerta del antiguo recinto amurallado.

La primitiva muralla construida en piedra de sillería era del siglo XV. De ella se conserva la puerta amurallada del lado sur, situada en la calle Ontanilla. Esta tiene arco apuntado y en su parte interior cuenta con una hornacina con una imagen del siglo XVI. El mal estado de conservación en el que se encontraba la puerta supuso el tener que restaurarla durante el año 2007 . La intervención en la puerta amurallada consistió, principalmente en la colocación de una cubierta, formada por una tarima de madera y teja de cerámica. Se ejecutaron dos contrafuertes de piedra de sillería para consolidar la estabilidad del arco, además de reponer los sillares que estaban deteriorados, sobre todo, los que estaban en la media hoja exterior del arco, en su parte alta. Se retiró el material cerámico que se encontraba incrustado entre la mampostería, y se sustituyó por sillares de piedra arenisca. Se quitaron las piedras del río que coronaban el arco y se repusieron los sillares para devolver a la puerta su estado original.

### Iglesia parroquial de San Miguel

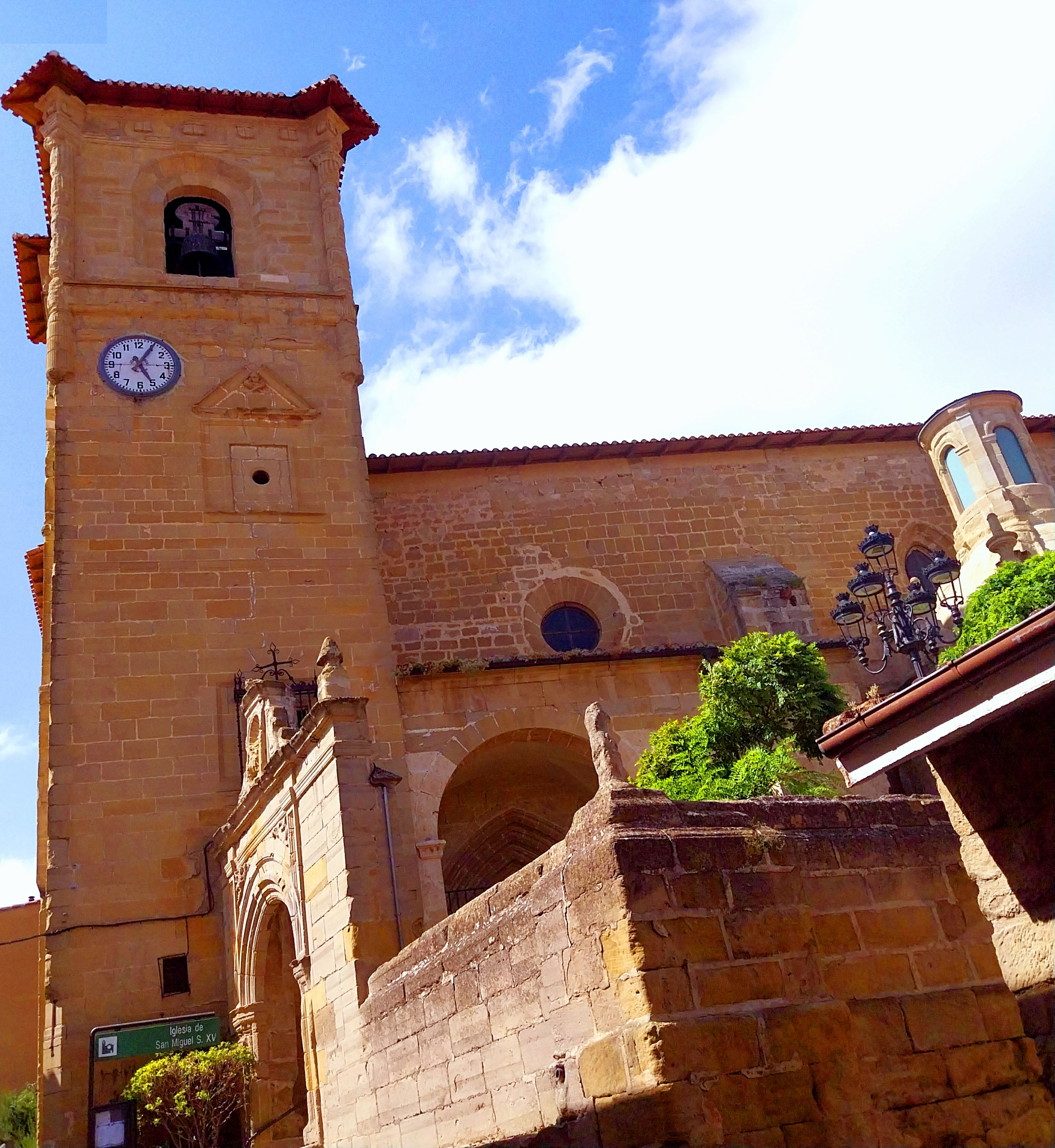
Iglesia de San Miguel.

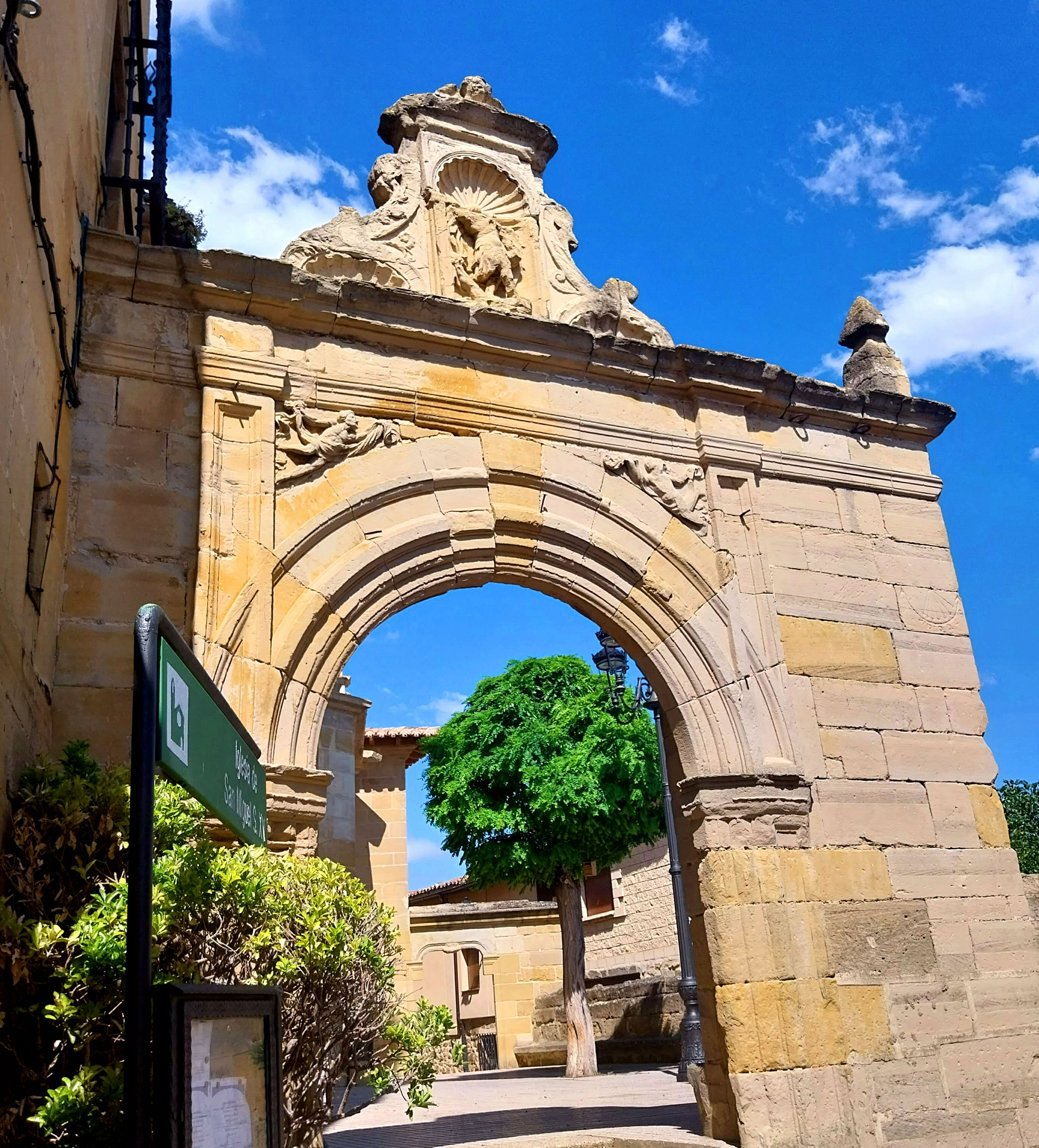
Arco de acceso a la Iglesia, con relieve de San Miguel.

Dentro del casco urbano lo más notorio es la Parroquia de San Miguel, según diversas fuentes es uno de los primeros edificios de la villa. Pertenece al gótico tardío, mientras que la torre es una obra de sillería, con reloj, escalinata y verja. La Iglesia consta de una nave de tres tramos y a los pies el coro alto, en la cabecera la sacristía y el retablo mayor renacentista de finales del siglo XV, restaurado en 1996. En la Iglesia se acoge a un Cristo gótico de tamaño natural del siglo XIV.
Retablo
En 1536 la Iglesia pertenecía a la diócesis de Burgos y en cuya Catedral vivía un canónigo que ostentaba la dignidad de Abad de Foncea, por lo que habría de suponer en principio que la construcción de este retablo mayor estaría potenciada por este religioso que en aquellos precisos instantes tenía tal titularidad.
Los autores del retablo fueron Juan de Lizarazu, quien dedicó todos sus esfuerzos a las imágenes y esculturas. Este actuó contratado por el pintor Diego de Torres, que realizó la parte correspondiente a su especialidad, y que además, fue el que contrató la realización de la totalidad de la obra. 
El retablo que ocupa, como hemos dicho antes, la cabecera de la iglesia, está formado por un banco, tres cuerpos y ático, distribuidos en cinco calles, para adaptarse a la forma poligonal de la cabecera del templo, la estructura es claramente burgalesa.
La arquitectura del retablo se forma con pilastras en el banco y columnas de fuste decorado. Estos soportes sostienen entablamentos con molduras de tacos y frisos con bellas cabezas aladas de serafines. Las calles extremas se rematan con sendos relieves con los bustos de San Pedro y San Pablo.
El retablo destaca por sus dimensiones, el conjunto se incluye dentro de una gran cuadro, del que únicamente sobresale el Calvario. Las representaciones forman un rico conjunto iconográfico. El banco de los Evangelistas en actitud de escribir los Santos Libros, sentados ante un atril y con sus símbolos correspondientes. En el primer cuerpo, la Santísima Virgen sedente con el Niño ocupa la hornacina central y, a los lados, los relieves se dedican a representar hechos de San Miguel, el santo titular de la parroquia y del retablo. Por ello aparecerá la Victoria de los Ángeles, la Aparición de San Miguel en Gargano, la Procesión al Monte Gargano y Gargano asaeteando al toro.
El segundo cuerpo presenta la imagen de San Miguel alanceando al demonio, en la hornacina central, y a los lados, relieves con las escenas de la Anunciación, Visitación y Anunciación a los Pastores.
El tercer cuerpo, con la Asunción en el centro, presenta las escenas de la Epifanía, Circuncisión, Huida a Egipto y Nacimiento de la Virgen. El remate está formado por el Calvario, del que emerge con un frontón triangular la imagen del Padre Eterno.

### Ermita del Santo Cristo de la Antigua

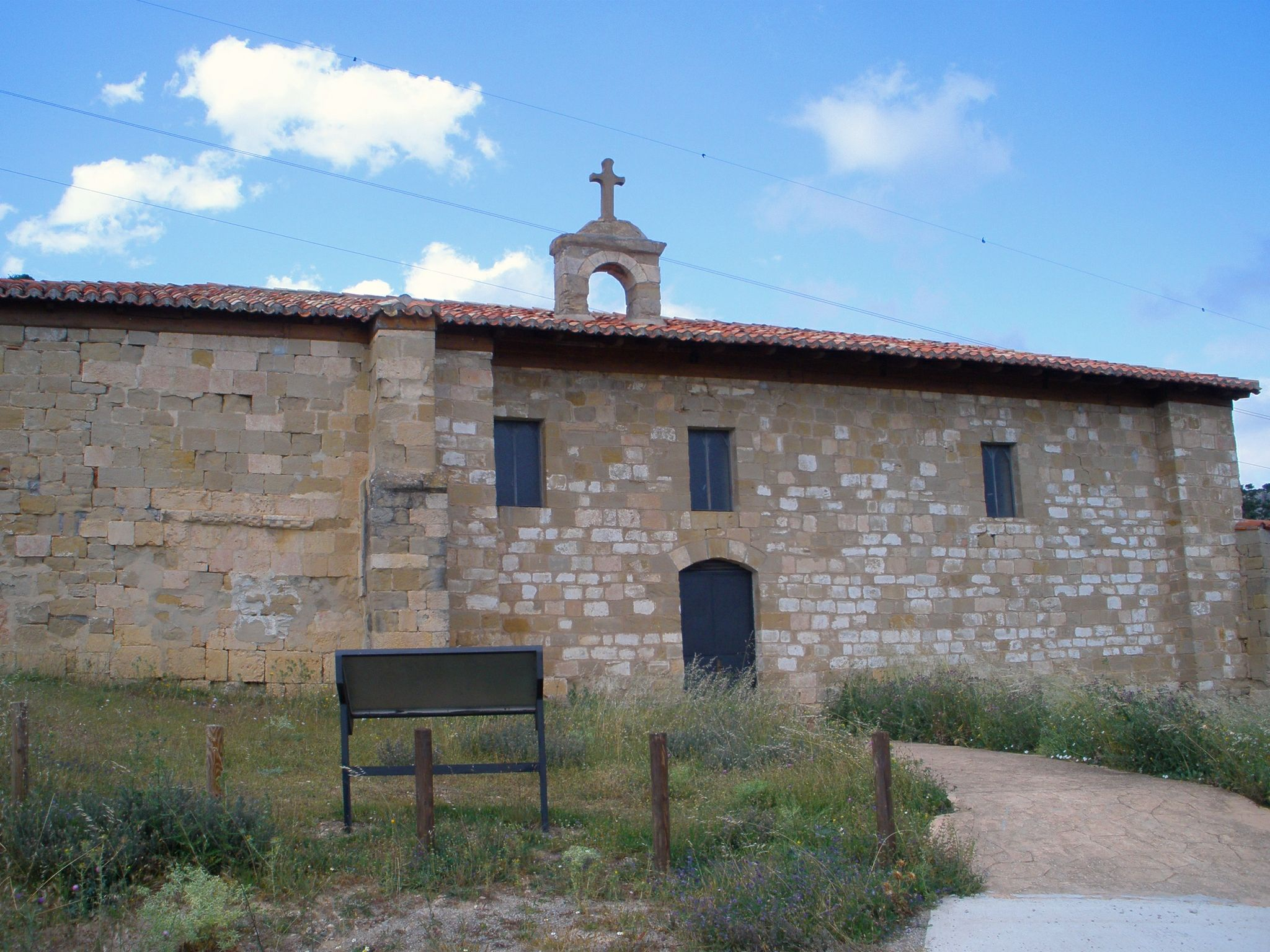
Ermita del Santo Cristo de la Antigua

Situada al norte del pueblo, sobre un rellano artificial. Es un edificio de este siglo, construido con materiales de una iglesia anteriormente levantada en el mismo lugar. Tiene planta rectangular. Destaca la celosía flamígera reaprovechada como pequeña construcción adosada a la cabecera a modo de sacristía. Este edificio se construyó para albergar al Cristo que hoy se encuentra en la Iglesia.

### Arce-Foncea
Situada a medio kilómetro al sur de la villa, fue el primer asentamiento de los habitantes de Foncea, que tuvieron que trasladarse a las faldas del monte por una peste que sacudió al municipio en el siglo XV. Actualmente encontramos las ruinas de las casa y las del templo románico, al lado izquierdo de la puerta se puede leer una inscripción, en la que se lee "Obit Didacus de Arce, era 1.255".Como obra principal de la iglesia era su pila bautismal de principios del Siglo XIII, que hoy se encuentra en el convento románico de Bugedo.

## Geografía humana

### Demografía
Cuenta con una población de 93 habitantes (INE 2024).
| Gráfica de evolución demográfica de Foncea entre 1842 y 2021                                                          |
| |
| Población de derecho según los censos de población del INE. Población de hecho según los censos de población del INE. |

## Administración
| Periodo   | Nombre                                  | Partido |
| --------- | --------------------------------------- | ------- |

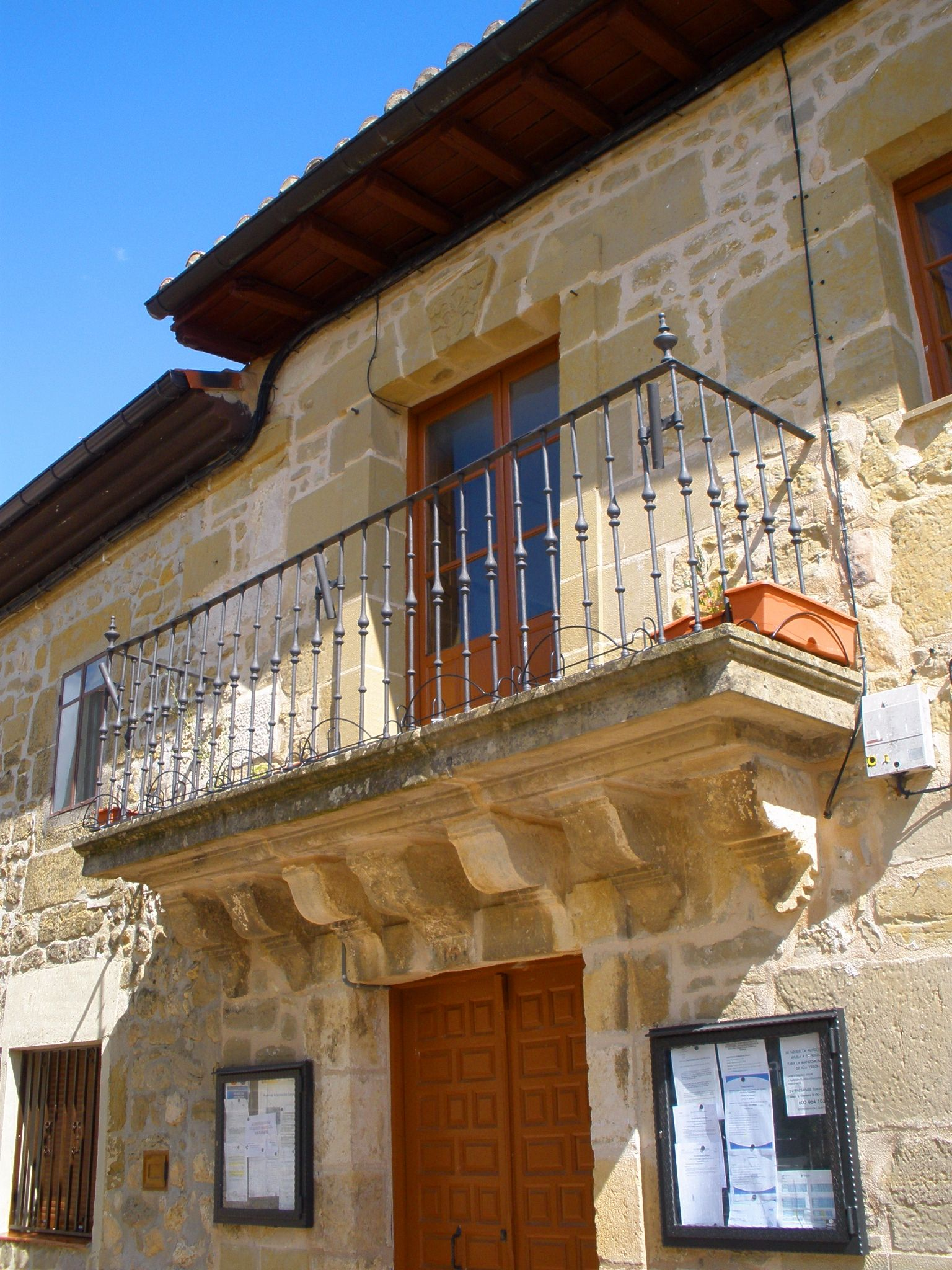
Ayuntamiento de Foncea

| 1979-1983 | Saturio Gutiérrez de Rozas Comunión     | UCD     |
| 1991-1995 | Mª Monserrat Sáenz de Navarrete Salazar | PSOE    |
| 1995-1999 | José Luis Cantera Bastida               | PRP     |
| 1999-2003 | Jesús Pablo Agriano Carro               | PRP     |
| 2003-2007 | José Luis Cantera Bastida               | PRP     |
| 2007-2011 | Pedro Luis Orive Arnáiz                 | PP      |
| 2011-2015 | Pedro Luis Orive Arnáiz                 | PP      |
| 2015-2019 | Pedro Luis Orive Arnáiz                 | PP      |
| 2019-2023 | Pedro Luis Orive Arnáiz                 | PP      |

## Economía
La economía de Foncea se basa en la agricultura, al estar la villa protegida por los montes Obarenes y ubicada a gran altitud, hace que su clima sea favorable para la granación del cereal, sembrado en sus fincas. El viñedo por ahora, no puede contribuir a la aportación de La Rioja Alta, pero esto no quita para que se tengan viñas.

## Fiestas Locales
- El 8 de mayo se celebra el Cristo, por eso se acude en procesión a la ermita del Santo Cristo de la Antigua.
- El 29 de septiembre se celebra la festividad de San Miguel Arcángel, patrón de Foncea.

## Apellido
Foncea es además un apellido poco común cuyo origen probablemente esté relacionado con el municipio y pueblo de Foncea. Un elemento que puede probar la relación entre el apellido y el pueblo de Foncea, es aquel que confirma la existencia de al menos un personaje histórico al que se le conoció por tal apellido debido a que era origniario de esta localidad. Es el caso del Bachiller Foncea, canonista del siglo XV:
'"Este ilustre personaje (Se habla aquí del Cardenal Mendoza) de nuestra historia, conocido por el gran Cardenal de España, tenía un familiar de esta villa (de Foncea), de quien hacía mucha estimación, que por el pueblo de su nacimiento llamaron el bachiller Foncea, aunque su apellido era Fernández "'
- Diccionario Geográfico-Histórico de España de Don Ángel Casimiro de Govantes, 1846.
La más antigua mención del Bachiller Foncea que ha llegado hasta nuestros días es aquella que se hace en el Cartulario de la Universidad de Salamanca (1280-1600) Tomo V., donde, con fecha 17 de febrero de 1484, se le nombra entre una lista de personas a ser admitidas en el Colegio de Santa Cruz de Salamanca. Convirtiéndose así, probablemente, en la más antigua mención registrada de este apellido.
Se hace entonces presumible que, al igual que con el caso referido, otras personas originarias del pueblo de Foncea y sus descendientes fueran conocidas con este apellido.
Las personas que actualmente llevan el apellido Foncea viven principalmente en España, Chile y Argentina.